# تیم ملی والیبال زنان نیکاراگوئه
تیم ملی والیبال زنان نیکاراگوئه تیم ملی والیبال زنان کشور نیکاراگوئه است.